# Перич, Ратко (епископ)
Ра́тко Пе́рич (хорв. Ratko Perić; род. 2 февраля 1944, Тук (община Ровишче), Хорватия, Югославия) — епископ Мостара-Дувно (Босния и Герцеговина) и администратор Требине-Мркана.

## Биография
Ратко Перич родился 2 февраля 1944 года в деревне Тук (община Ровишче) неподалёку от Бьеловара в Хорватии.
29 июня 1969 года был рукоположён в священники. В 1971 году получил докторскую степень в Папском Урбанианском университете Рима. Преподавал в семинариях Сараева и Загреба, а также в Папском Григорианском университете. С 1980 по 1992 года занимал должность ректора Папского хорватского колледжа в Риме.
29 мая 1992 года назначен папой Иоанном Павлом II епископом-помощником герцеговинской епархии Мостар-Дувно. В это же время вспыхнула боснийская война, Мостар оказался в эпицентре военных действий между хорватами и боснийцами-мусульманами, кафедральный собор города был серьёзно повреждён. Епископская хиротония Перича состоялась 14 сентября 1992 года в другом боснийском городе, Неуме, который находился в относительном удалении от мест боестолкновений. Главным консекратором был загребский архиепископ, кардинал Франьо Кухарич.
После отставки мостарского епископа Павао Жанича, с 24 июля 1993 года Перич стал его преемником на посту епископа Мостара-Дувно. Поскольку с епархией Мостара ассоциирована епархия Требине-Мркана, он «Ex officio» стал исполнять и обязанности администратора этой епархии.
Епископ Перич известен как принципиальный противник подлинности «Меджугорских явлений» Девы Марии, которые по мнению сторонников данных событий, происходят в деревне Меджугорье, находящейся на территории епархии Мостар-Дувно. Несмотря на непризнание данных явлений со стороны Католической церкви, Меджугорье благодаря им превратилось в паломнический центр. В 2006 году Ратко Перич заявил:
Как местный епископ я утверждаю, что, проведя тщательное расследование событий, происходивших в Меджугорье на протяжении последних 25 лет, Церковь не нашла ни единого подтверждения тому, что это действительно явления Мадонны
Он писал письма папе Бенедикту XVI, выражая возмущение, что католические клирики участвуют в «паломничествах» в Меджугорье вопреки воле местного епископа, а также критиковал венского архиепископа кардинала Кристофа Шёнборна за визит в Меджугорье.
В 2008 году Перич добился от Конгрегации доктрины веры наложения жёстких санкций на францисканца Томислава Влашича, бывшего духовником меджугорских «визионеров».